# Benoît Misère
Benoît Misère est un récit autiofictionnel de Léo Ferré, publié en 1970 aux Éditions Robert Laffont.
Il y met en scène son enfance vécue et fantasmée à Monaco ainsi qu'en pensionnat italien, narrant son douloureux passage à « l'âge d'homme ».

## Résumé
Le petit Benoît vient au monde dans le Sud de la France, l'année de la déclaration de la Grande Guerre. Il se sent très vite décalé. Au fil d'une galerie de portraits cocasses et épiques d'adultes qui l'entourent, il évoque ses jeux enfantins, ses expériences sensorielles, sensuelles et métaphysiques, avant que ne vienne se refermer sur lui un « bagne » de huit ans au collège Saint-Charles de Bordighera, tenu par les Frères des écoles chrétiennes, en Italie. L'enfant fait l'expérience de la solitude et de la violence, et entre alors en résistance, découvrant sa capacité de révolte face à la sociabilisation autoritaire et parfois abusive des prêtres, jusqu'à l'explosion du récit...

## Historique des éditions françaises
- Première édition : Robert Laffont, 1970
- Deuxième édition : Plasma, 1980
- Troisième édition : Gufo del Tramonto, 1989
- Quatrième édition : La Mémoire et la Mer, 2001
- Cinquième édition : Gallimard-La Mémoire et la Mer, 2013[1]